# Mesnil-sur-l’Estrée
Mesnil-sur-l’Estrée település Franciaországban, Eure megyében. Lakosainak száma 942 fő (2022. január 1.). Mesnil-sur-l’Estrée Courdemanche, Louye, Muzy és Vert-en-Drouais községekkel határos.

## Népesség
A település népességének változása:
| Lakosok száma | 753  | 764  | 1090 | 1006 | 978  | 934  | 904  | 889  | 912  | 942  |
|               | 1968 | 1982 | 1990 | 2006 | 2013 | 2015 | 2017 | 2019 | 2020 | 2022 |